# Malthonea guttata
Malthonea guttata es una especie de escarabajo longicornio del género Malthonea, tribu Desmiphorini, subfamilia Lamiinae. Fue descrita científicamente por Kirsch en 1889.
La especie se mantiene activa durante el mes de octubre.

## Descripción
Mide 9-12 milímetros de longitud.

## Distribución
Se distribuye por Colombia y Ecuador.